# Талачка криза у затвору у Суровикину
Талачка криза у затвору у Суровикину догодила се 23. августа 2024. године у васпитно-поправној колонији број 19 у граду Суровикино у Волгоградској области Руске Федерације. Нападачи су означени као терористи повезани са Исламском државом, а као мотив је наведена освета за хапшење терориста извршиоца напада на дворану Крокус раније током 2024. године. Окончана је упадом специјалних снага и елиминацијом свих нападача.

## Позадина
Дана 16. јуна 2024. године, затвореници повезани са исламском државом узели су за таоце запослене у истражном затвору у Ростову на Дону, а талачка криза је окончана ликвидацијом нападача од стране специјалних снага. Након овог догађаја, федерална казнено-поправна служба Волгоградске области саопштила је да ситуација мирна и да у њеним установама неће бити додатних провера и јачања безбедносних мера.

## Ток догађаја
Дана 23. августа 2024. године, око 16 часова, одржавала се седница дисциплинске комисије васпитно-поправне колоније број 19. Приликом одржавања састанка избили су нереди, током којих је живот изгубио један службеник, као и најмање један затвореник, док су још четворица рањена.
Као резултат немира, побуњени затвореници су преузели контролу над делом установе. Починиоци су у објављеним видео снимцима трврдили да припадају Исламској држави, а за мотив су навели освету због хапшења почионица терористичког напада на дворану Крокус у Москви. Од надлежних су захтевали аутомобил, четири аутоматске пушке и пуштање својих сународника из притвора. На једном од објављених видео снимака, 25-годишњи рањени службеник Сергеј Гордополов, са видљивим убодним ранама и посекотинама, натеран је да се обрати Владимиру Путину и замоли га да испуни захтеве терориста. Приликом акције специјалних снага је спашен, али је касније подлегао повредама у болници.
Затвореници су укупно 8 запослених узели за таоце, међу којима је био и шеф колоније Андреј Девјатов, који је тешко рањен. До почетка акције специјалних снага, нападачи су на лицу места убили још 3 таоца у затвору, а ранили још 4.

## Починиоци
- Рамзидин Тошев, 28 година, родом из Узбекистана. Осуђен је на казну у трајању од 8 година 25. октобра 2023. године због покушаја трговине наркотицима.[7]
- Рустамчон Наврузи, 23 године, родом из Таџикистана. Осуђен је на казну у трајању од 7 година 23. јуна 2022. године због покушаја трговине наркотицима.[7]
- Назирчон Тошов, 28 година, родом из Таџикистана. Осуђен је на казну у трајању од 8,5 година 19. априла 2023. године због покушај трговине наркотицима.[7]
- Еемур Хусинов, 29 година, родом из Узбекистана. Осуђен је на казну у трајању од 6 година 9. новембра 2022. године због наношења тешких телесних повреда.[7]

Према извештајима, починиоци су у почетку били затворени из различитих разлога, али су услед комуникације са муслиманским колективом у затвору постали религиознији и радикалнији.

## Акција специјалних снага
До 16:58, специјалне снаге руске националне гарде Росгвардије извршиле су акцију решавање талачке ситуације, приликом које су ликвидирана сва четворица нападача. Приликом акције, 23-годишњи нападач Рустамчон Наврузи је покушао да се разнесе "самоубилачким прслуком", напуњеним експлозивом. Накнадно су објављене фотографије беживотних тела ликвидираних нападача.

## Последице
Председник Русије Владимир Путин обавештен је о талачкој кризи у затвору у Суровикину, након чега је позвао начелнике Министарства унутрашњих послова, ФСБ и Руске националне гарде да га известе о резултатиме истраге.
Посланик руске Државне Думе Александар Хинштејн жалио се на корупцију у затворским установама, алудирајући на то да су поједини радници продавали продавали ножеве и телефоне затвореницима.